# Lista över fornlämningar i Falkenbergs kommun (Vinberg)
Lista över fornlämningar i Falkenbergs kommun (Vinberg) är en förteckning av ett urval av de fornlämningar som finns i Vinberg i Falkenbergs kommun.
| Namn                           | Lämningstyp                 | Tillkomsttid | Historisk indelning | Plats | Läge                 | ID-nr          | Bild                                      |
| ------------------------------ | --------------------------- | ------------ | ------------------- | ----- | -------------------- | -------------- | ----------------------------------------- |
| Vinberg 3:1                    | Hög                         |              | Vinberg, Halland    |       | 56.929696, 12.592675 | 10152000030001 | Ladda upp en bild av detta fornminne      |
| Vinberg 3:2                    | Hög                         |              | Vinberg, Halland    |       | 56.929841, 12.593475 | 10152000030002 | Ladda upp en bild av detta fornminne      |
| Vinberg 3:3                    | Hög                         |              | Vinberg, Halland    |       | 56.929939, 12.594031 | 10152000030003 | Ladda upp en bild av detta fornminne      |
| Vinberg 4:1                    | Hög                         |              | Vinberg, Halland    |       | 56.930608, 12.594932 | 10152000040001 | Ladda upp en bild av detta fornminne      |
| Vinberg 4:2                    | Stensättning                |              | Vinberg, Halland    |       | 56.930483, 12.594740 | 10152000040002 | Ladda upp en bild av detta fornminne      |
| Vinberg 4:3                    | Stensättning                |              | Vinberg, Halland    |       | 56.930484, 12.594402 | 10152000040003 | Ladda upp en bild av detta fornminne      |
| Vinberg 5:1                    | Hög                         |              | Vinberg, Halland    |       | 56.931681, 12.618087 | 10152000050001 | Ladda upp en bild av detta fornminne      |
| Vinberg 5:2                    | Hög                         |              | Vinberg, Halland    |       | 56.931526, 12.618552 | 10152000050002 | Ladda upp en bild av detta fornminne      |
| Vinberg 7:1                    | Stensättning                |              | Vinberg, Halland    |       | 56.928116, 12.596603 | 10152000070001 | Ladda upp en bild av detta fornminne      |
| Kung Fares sten (Vinberg 10:1) | Grav markerad av sten/block |              | Vinberg, Halland    |       | 56.917638, 12.580620 | 10152000100001 | Ladda upp en bild av detta fornminne      |
| Vinberg 14:1                   | Stensättning                |              | Vinberg, Halland    |       | 56.923952, 12.595733 | 10152000140001 | Ladda upp en bild av detta fornminne      |
| Vinberg 19:1                   | Hög                         |              | Vinberg, Halland    |       | 56.932906, 12.544974 | 10152000190001 | Ladda upp en bild av detta fornminne      |
| Vinberg 21:1                   | Begravningsplats            |              | Vinberg, Halland    |       | 56.926826, 12.550341 | 10152000210001 | Ladda upp en bild av detta fornminne      |
| Vinberg 23:1                   | Hög                         |              | Vinberg, Halland    |       | 56.949768, 12.541386 | 10152000230001 | Ladda upp en bild av detta fornminne      |
| Vinberg 24:1                   | Stensättning                |              | Vinberg, Halland    |       | 56.950985, 12.542408 | 10152000240001 | Ladda upp en bild av detta fornminne      |
| Vinberg 24:2                   | Stensättning                |              | Vinberg, Halland    |       | 56.950956, 12.542782 | 10152000240002 | Ladda upp en bild av detta fornminne      |
| Vinberg 25:1                   | Gravfält                    |              | Vinberg, Halland    |       | 56.955721, 12.548587 | 10152000250001 | Ladda upp en bild av detta fornminne      |
| Vinberg 26:1                   | Stensättning                |              | Vinberg, Halland    |       | 56.957874, 12.548520 | 10152000260001 | Ladda upp en bild av detta fornminne      |
| Ättehögen (Vinberg 28:1)       | Hög                         |              | Vinberg, Halland    |       | 56.953049, 12.545564 | 10152000280001 | Ladda upp en bild av detta fornminne      |
| Vinberg 31:1                   | Stensättning                |              | Vinberg, Halland    |       | 56.959355, 12.551187 | 10152000310001 | Ladda upp en bild av detta fornminne      |
| Vinberg 31:2                   | Stensättning                |              | Vinberg, Halland    |       | 56.959162, 12.551001 | 10152000310002 | Ladda upp en bild av detta fornminne      |
| Vinberg 32:1                   | Hög                         |              | Vinberg, Halland    |       | 56.961924, 12.551071 | 10152000320001 | Ladda upp en bild av detta fornminne      |
| Vinberg 32:2                   | Hög                         |              | Vinberg, Halland    |       | 56.961789, 12.550795 | 10152000320002 | Ladda upp en bild av detta fornminne      |
| Vinberg 32:3                   | Grav markerad av sten/block |              | Vinberg, Halland    |       | 56.961717, 12.550367 | 10152000320003 | Ladda upp en bild av detta fornminne      |
| Vinberg 33:1                   | Stensättning                |              | Vinberg, Halland    |       | 56.961133, 12.550008 | 10152000330001 | Ladda upp en bild av detta fornminne      |
| Vinberg 33:2                   | Stensättning                |              | Vinberg, Halland    |       | 56.960541, 12.549837 | 10152000330002 | Ladda upp en bild av detta fornminne      |
| Vinberg 33:3                   | Stensättning                |              | Vinberg, Halland    |       | 56.960299, 12.549991 | 10152000330003 | Ladda upp en bild av detta fornminne      |
| Vinberg 37:1                   | Stensättning                |              | Vinberg, Halland    |       | 56.962493, 12.559375 | 10152000370001 | Ladda upp en bild av detta fornminne      |
| Vinberg 38:1                   | Grav markerad av sten/block |              | Vinberg, Halland    |       | 56.920085, 12.535972 | 10152000380001 | Ladda upp en till bild av detta fornminne |
| Vinberg 38:2                   | Stensättning                |              | Vinberg, Halland    |       | 56.920089, 12.535620 | 10152000380002 | Ladda upp en bild av detta fornminne      |
| Vinberg 38:3                   | Stensättning                |              | Vinberg, Halland    |       | 56.920121, 12.534777 | 10152000380003 | Ladda upp en bild av detta fornminne      |
| Vinberg 39:1                   | Hög                         |              | Vinberg, Halland    |       | 56.920893, 12.533013 | 10152000390001 | Ladda upp en bild av detta fornminne      |
| Vinberg 40:1                   | Stenkammargrav              |              | Vinberg, Halland    |       | 56.920430, 12.533805 | 10152000400001 | Ladda upp en bild av detta fornminne      |
| Vinberg 41:1                   | Hög                         |              | Vinberg, Halland    |       | 56.920538, 12.528207 | 10152000410001 | Ladda upp en bild av detta fornminne      |
| Vinberg 41:3                   | Hög                         |              | Vinberg, Halland    |       | 56.920160, 12.527499 | 10152000410003 | Ladda upp en bild av detta fornminne      |
| Vinberg 42:1                   | Stensättning                |              | Vinberg, Halland    |       | 56.921768, 12.531921 | 10152000420001 | Ladda upp en bild av detta fornminne      |
| Vinberg 43:1                   | Hög                         |              | Vinberg, Halland    |       | 56.922977, 12.532324 | 10152000430001 | Ladda upp en bild av detta fornminne      |
| Vinberg 43:2                   | Stensättning                |              | Vinberg, Halland    |       | 56.922923, 12.531990 | 10152000430002 | Ladda upp en bild av detta fornminne      |
| Vinberg 43:3                   | Stensättning                |              | Vinberg, Halland    |       | 56.922798, 12.532048 | 10152000430003 | Ladda upp en bild av detta fornminne      |
| Vinberg 48:1                   | Hög                         |              | Vinberg, Halland    |       | 56.916843, 12.523093 | 10152000480001 | Ladda upp en bild av detta fornminne      |
| Vinberg 49:1                   | Hög                         |              | Vinberg, Halland    |       | 56.917522, 12.525156 | 10152000490001 | Ladda upp en bild av detta fornminne      |
| Vinberg 70:1                   | Stensättning                |              | Vinberg, Halland    |       | 56.914257, 12.518776 | 10152000700001 | Ladda upp en bild av detta fornminne      |
| Vinberg 108:1                  | Hällristning                |              | Vinberg, Halland    |       | 56.919735, 12.531320 | 10152001080001 | Ladda upp en bild av detta fornminne      |
| Vinberg 112:1                  | Stensättning                |              | Vinberg, Halland    |       | 56.919506, 12.526711 | 10152001120001 | Ladda upp en bild av detta fornminne      |
| Vinberg 112:2                  | Stensättning                |              | Vinberg, Halland    |       | 56.919638, 12.526810 | 10152001120002 | Ladda upp en bild av detta fornminne      |